# Jazówka (przystanek kolejowy)
Jazówka (biał. Яжаўкі, ros. Яжевки) – przystanek kolejowy w miejscowości Jazówka, w rejonie łuninieckim, w obwodzie brzeskim, na Białorusi. Leży na linii Homel - Łuniniec - Żabinka.